# Romildo Etcheverry
Romildo (Romilio) Etcheverry (1907 – ?) – piłkarz paragwajski, prawy pomocnik lub obrońca.
Przez większość swej kariery Etcheverry był piłkarzem klubu Club Olimpia, którego barwy reprezentował podczas turnieju Copa América 1929. Paragwaj zdobył wicemistrzostwo Ameryki Południowej, a Etcheverry zagrał w 2 meczach – z Urugwajem i Argentyną.
Jako gracz Olimpii był w kadrze narodowej na pierwsze mistrzostwa świata w 1930 roku, gdzie Paragwaj odpadł w fazie grupowej. Etcheverry zagrał tylko w jednym meczu – ze Stanami Zjednoczonymi.
W 1933 przeniósł się do Argentyny, gdzie w barwach Boca Juniors zdobył w 1934 mistrzostwo Argentyny. W barwach Boca Juniors rozegrał do 1943 roku 25 meczów.
Etcheverry wyróżnił się także w armii paragwajskiej podczas wojny o Chaco, gdzie służył jako lotnik.
W reprezentacji narodowej grali jeszcze jego dwaj młodsi bracia – Rogelio Etcheverry i Fidelino Etcheverry.